# 龍源寺 (由利本荘市)
龍源寺（りゅうげんじ）は、秋田県由利本荘市にある曹洞宗の寺院。山号は金嶺山。本尊は釈迦如来。

## 歴史
打越氏の開基により即殿棼広を開山に招いて1623年（元和9年）に創建された寺である。1640年（寛永17年）におきた生駒騒動により讃岐生駒家4代高俊が讃岐国高松から矢島の地に移されると生駒氏の菩提寺となり、一方でこの地域における曹洞宗の触頭となった。
2016年、初代生駒親正着用の甲冑を讃岐生駒氏の菩提寺弘憲寺（香川県高松市）に寄贈した。甲冑は1640年改易のときに矢島に移されたが1869年（明治2年）に生駒氏から龍源寺に寄贈されたという。高松への376年ぶりの里帰りとなった。

## 本堂
戊辰戦争により全堂宇消失。本堂は1880年（明治13年）に再建された重厚な茅葺き屋根の造り
。桁行24m、梁間16mの大規模な木造寺院建築。2004年、国の登録有形文化財に登録。

## 埋葬されている著名人
- 生駒高俊 - 矢島生駒家初代当主
- 生駒高清 - 矢島生駒家第2代当主
- 生駒親興 - 矢島生駒家第3代当主
- 生駒正親 - 矢島生駒家第4代当主
- 生駒親猶 - 矢島生駒家第5代当主
- 生駒親賢 - 矢島生駒家第6代当主
- 生駒親睦 - 矢島生駒家第7代当主
- 生駒親章 - 矢島生駒家第8代当主
- 生駒親孝 - 矢島生駒家第9代当主
- 生駒親愛 - 矢島生駒家第10代当主
- 生駒親道 - 矢島生駒家第11代当主
- 生駒親敬 - 矢島生駒家第12代当主
- 土田誠一 - 神宮皇学館教授。旧制成蹊高等学校校長。
- 土田正顕 - 国税庁長官（第25代）。東京証券取引所理事長、のち社長（初代）。
- 土田國保 - 警視庁警視総監（第70代）、防衛大学校校長（第4代）。

## アクセス
- 由利高原鉄道 鳥海山ろく線 矢島駅下車、徒歩約15分